# Mösl (Dorfen)
Mösl ist ein Gemeindeteil der Stadt Dorfen im oberbayerischen Landkreis Erding.
Die Einöde liegt circa einen Kilometer südlich von Dorfen auf der Gemarkung Hausmehring. Bis zur Auflösung der Gemeinde und Eingemeindung noch Dorfen war der Ort ein Gemeindeteil von Hausmehring. Dort wurde der Ort auch als Blindham geführt.

## Baudenkmäler
Zwei historische Gebäude stehen in und bei Mösl unter Denkmalschutz und sind in die Liste der Baudenkmäler in Dorfen eingetragen:

### Mösl 2

Mösl 2, Stadl von der Traufseite

Der Zwerchstadel in Mösl 2 ist ein Holzbauwerk in Riegelbauweise mit Bundwerk und Satteldach aus der ersten Hälfte des 19. Jahrhunderts.

### Fürmetz-Kapelle
Die sogenannte Fürmetz-Kapelle auf dem Möslfeld östlich der Einöde am Waldrand ist ein Satteldachbau mit profiliertem Gesims und Okulusfenster im Giebel. Sie wurde 1878 von Martin und Babette Scheicher als Marienheiligtum erbaut und ist mit der Jahreszahl 1878 bezeichnet.